# 니콜 알렉산더
니콜 알렉산더(Nicole Alexander, 1983년 6월 12일 ~ )은 미국의 방송인이다.